# 光孝堂
光孝堂是中国广州市的一座重要的基督教堂，座落于越秀区光孝路29号，建于1921年—1924年，由旅美华侨基督徒自己组织的中华纲纪慎自理传道会（公理会）回国投资建造，该会总干事谭沃心（Rev. Yuk Sam Tom 1888年—1986年）牧师筹划了建堂事宜。该堂坐西朝东，四層，高26.7米，长35米，宽23米，可容纳1200余人礼拜，是广州最大的教堂之一。

## 歷史

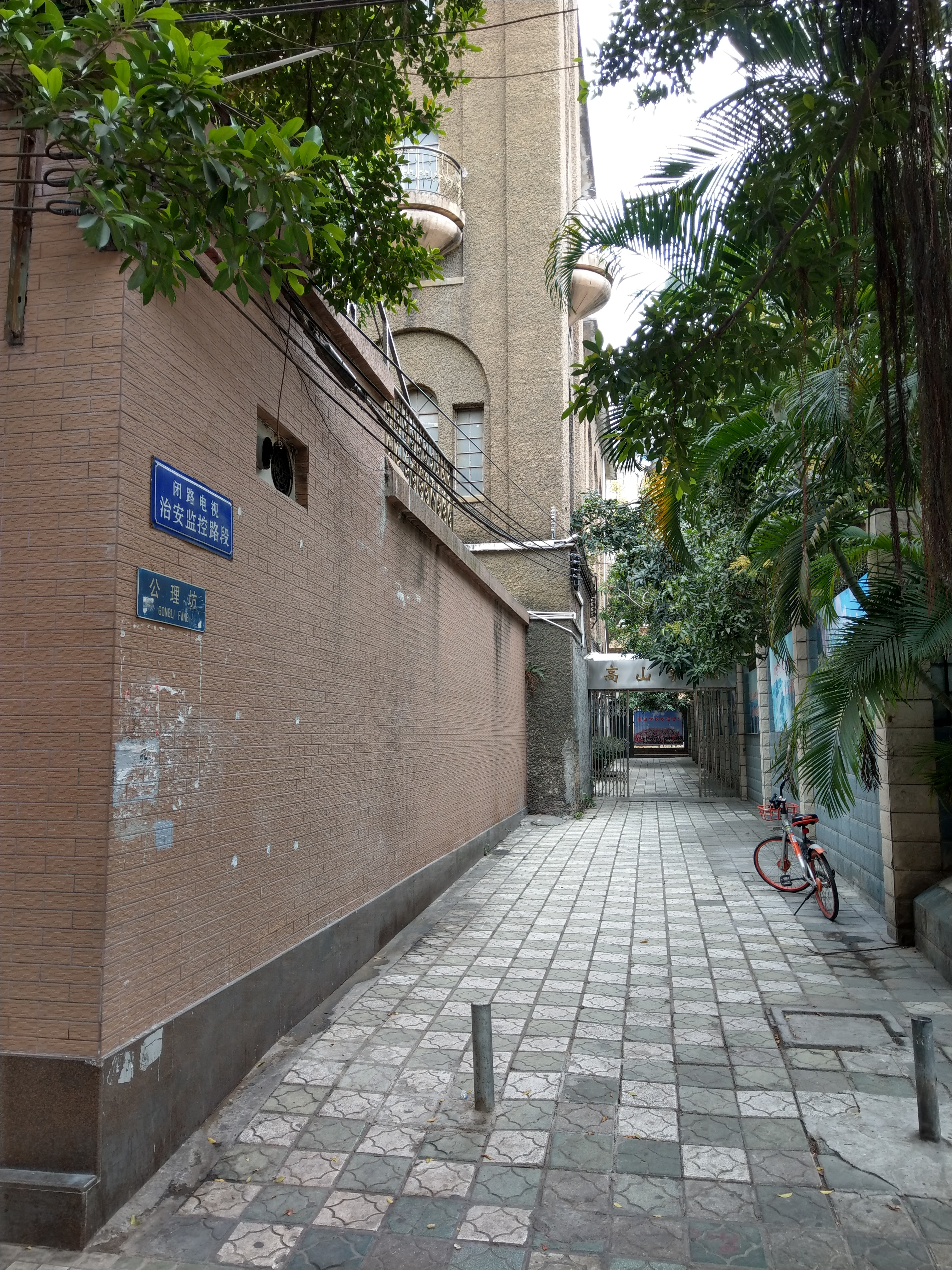
光孝堂旁的公理坊以教堂原屬之廣東公理會為名

光孝堂后来加入中华基督教会广东协会。还曾办过正光小学和幼儿园。1958年以后，廣州各禮拜堂實行聯合禮拜，中华基督教会的中华堂、西村堂、仁济堂以及信义会海珠堂被并入该堂。

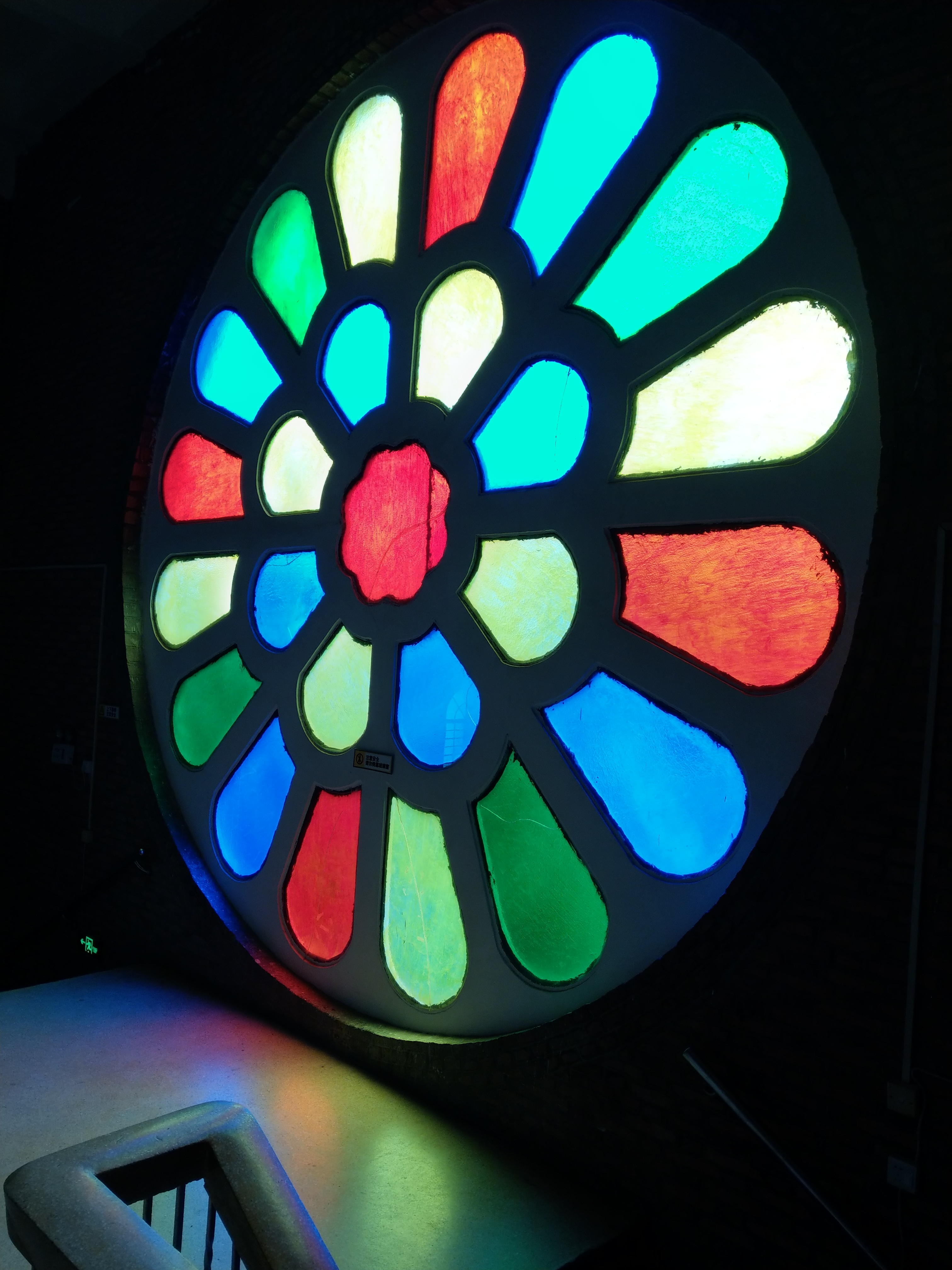
基督教光孝堂頂層之彩色玻璃

1966年文化大革命中，光孝堂被关闭，当时红卫兵冲进光孝堂，用一昼夜时间在教堂前的院子上堆起一座巨型的书山，并且烧了一整天才烧光。接着把王牧师（按：時任光孝堂牧師者應為黃澤生牧師）抓住，用棍棒要挟他把藏在墙壁夹层里的金条细软全交出来，红卫兵还把王牧师家的所有衣物，全抄出来用剪刀铰烂；把家里的用具全部砸毁。称这是“破四旧”。

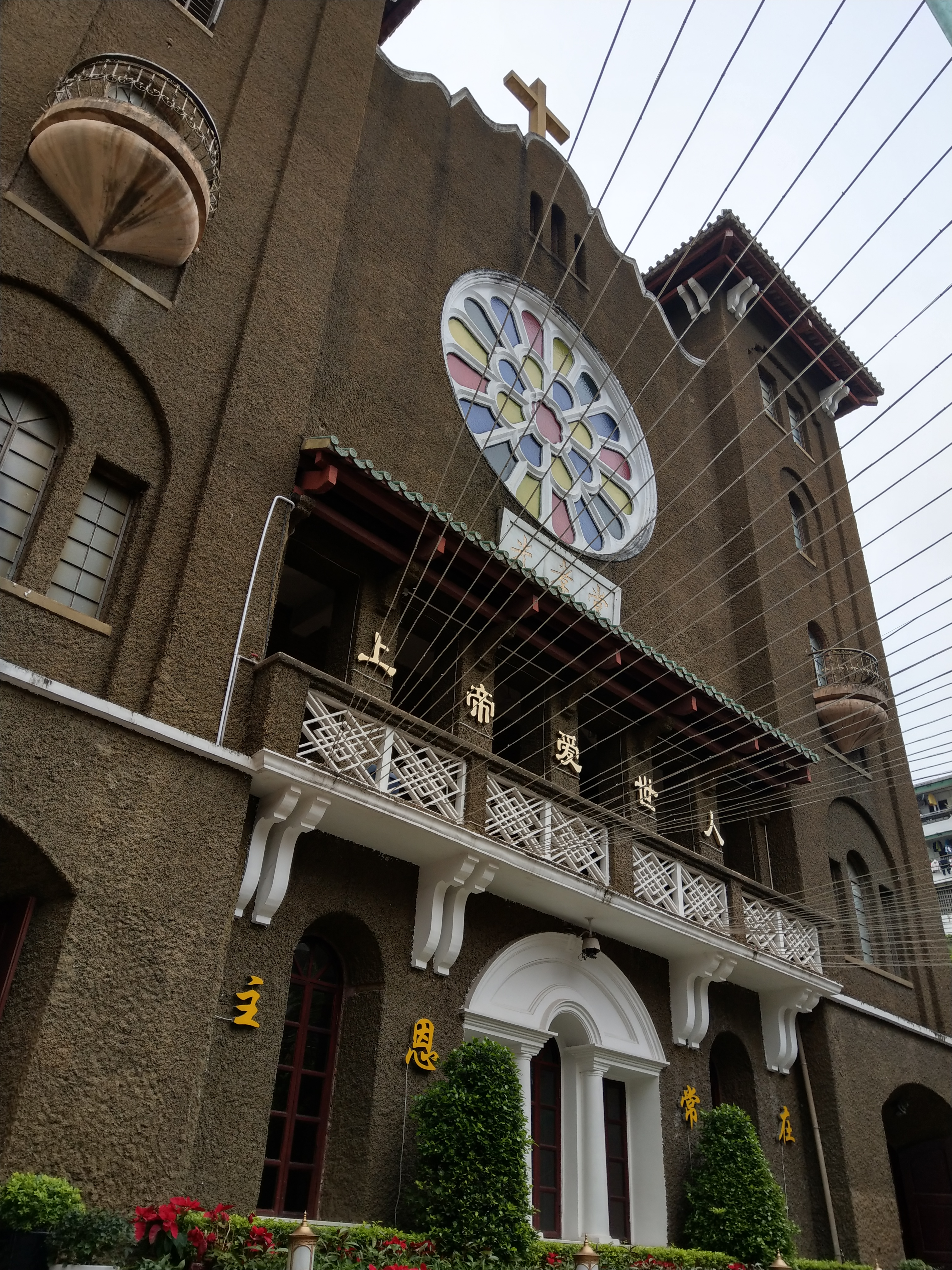
位於廣州光孝路的基督教光孝堂

1984年后，省市基督教两会在此办公。1989年，该堂原主任、其時身居香港的翁瑞光牧师，代表香港中華基督教會公理堂捐款港币100万元予以维修。1991年恢复宗教活动。

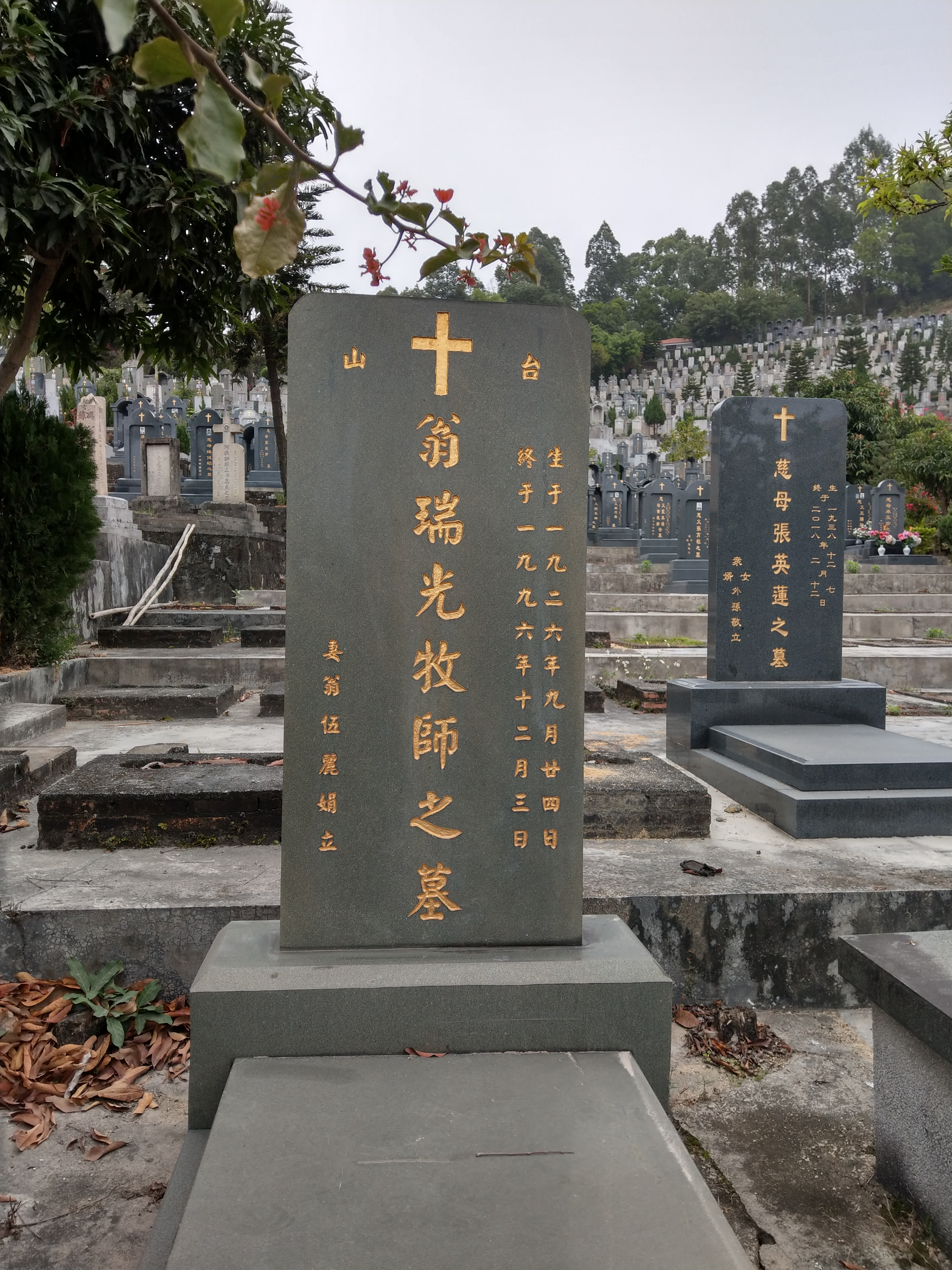
翁瑞光牧師之墓（位於廣州白雲區廣州基督教公墓內）

2008年底，光孝堂被列入广州市文物保护单位名单。

## 聚會時間
早堂崇拜 上午九時半 （粵／普）
午堂崇拜 中午十二時 （普）
晚堂崇拜 晚上十九時半 （普）